# 親泊朝省
親泊 朝省（おやどまり ちょうせい、1903年（明治36年）9月18日 - 1945年（昭和20年）9月3日）は、日本の陸軍軍人。最終階級は陸軍大佐。沖縄県出身。大本営陸軍部報道部部長、内閣情報局情報官。

## 経歴

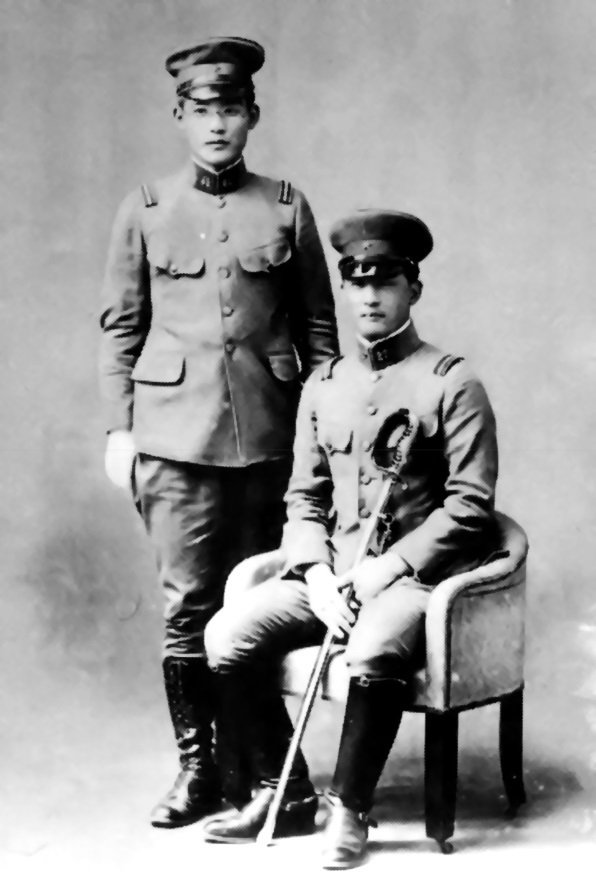
親友で義兄の菅波三郎（左）と親泊（右）

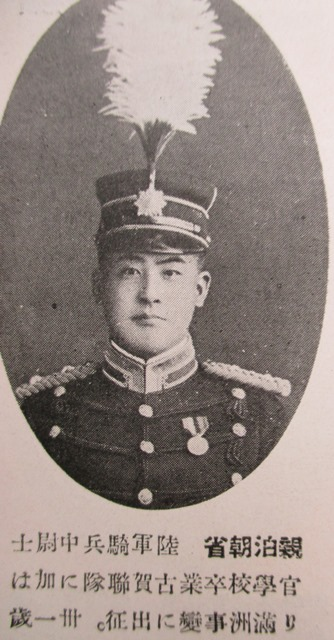
陸軍騎兵中尉時代の親泊。

1903年（明治36年）9月18日、沖縄県に父・親泊朝擢と母・ウシの間に生まれる。浦添朝満（尚維衡）の後裔に当たる。親泊朝晋は弟。
沖縄県立第一中学校、熊本陸軍地方幼年学校（1918年入学）を経て、1925年陸軍士官学校騎兵科首席卒業（1921年入学、37期）。37期の同期に加藤建夫、山縣有光、毛利元道、井本熊男、杉田一次、種村佐孝、大蔵栄一、村中孝次など。
1928年、陸軍中尉。1931年の満州事変の際には古賀伝太郎中佐の下、騎兵第27連隊第1中隊第3小隊長として出陣。
1934年、陸軍大尉、騎兵第25連隊中隊長。1936年、陸軍大学校馬術教官。1937年、参謀本部副官。1940年、騎兵学校教官、同年8月、第38師団参謀。1942年、陸軍中佐。1943年、陸軍士官学校教官。1944年 大本営報道部員。1945年陸軍大佐。
戦艦ミズーリ号で日本が降伏文書に調印をした翌日の1945年9月3日、妻・英子、長女・靖子、長男・朝邦とともに拳銃自決。陸軍内に遺書として「草奔の文」を配布した。

## 比島決戦の歌
フィリピン戦を目前にして国民の士気を煽る必要から、敵将ニミッツとマッカーサーの名前を入れるように要望があった。しかし打ち合わせで西條八十がそれを断ると出席していた陸軍報道部の親泊中佐がその場で「いざ来いニミッツ、マッカーサー出てくりゃ地獄に逆落とし」と代筆してこの曲が出来上がった。
後にレコード会社が古関裕而の全集を発売する時、この歌のレコードと楽譜が見つからず、古関本人に尋ねたところ「もうこの歌だけは勘弁してくれ」とレコード化を拒否されたという。

## 親族
- 父 - 親泊朝擢
- 母 - ウシ
- 弟 - 朝晋
- 妻 - 英子（菅波三郎の妹）
- 長女 - 靖子
- 長男 - 朝邦
- 姪 - 岸朝子（料理記者）

## 関連書籍
- 澤地久枝著『自決 こころの法廷』（2001年、日本放送出版協会）